# Deanna Dunagan
Deanna Dunagan, née à Monahans (Texas) le 25 mai 1940, est une actrice américaine établie à Chicago.
Deanna Dunagan est active dans le milieu du cinéma depuis 1979 mais est plus connue comme comédienne de théâtre, notamment pour son rôle de Violet Weston dans August: Osage County de Tracy Letts pour lequel elle obtient un Tony Award.

## Filmographie partielle

### Au cinéma
- 1984 : La Machination (The Naked Face) : Mrs. Hadley
- 1986 : Deux flics à Chicago (Running Scared) : Sister Rebecca
- 1990 : Men Don't Leave : Fay
- 1995 : Losing Isaiah  de Stephen Gyllenhaal : Dr Goldstein
- 2002 : Janey Van Winkle : Mom Van Winkle (court métrage)
- 2007 : Dimension (en) : Annabelle
- 2011 : Mariachi Gringo (en) : Monica
- 2013 : The Cherokee Word for Water (en) : Irene Mankiller
- 2015 : The Visit : Grandma
- 2021 : Stillwater de Thomas McCarthy : Sharon

### À la télévision
- 2005 : Prison Break (série télévisée) : Judy Pope
- 2009 : Cold Case : Affaires classées (série télévisée) : Iris Keening en 2009
- 2011 : Unforgettable (série télévisée) : Alice Wells
- 2014 : House of Cards (série télévisée) : Susan Marbury
- 2016 : The Strain (série télévisée) : Ancharia
- 2016 : L'Exorciste (série télévisée) : Mère Bernadette